# Batalla de Amorgos
La batalla de Amorgos fue un combate naval de la guerra lamiaca (323-322 a. C.) que disputaron la escuadra macedonia de Clito el Blanco y la ateniense de Euetion. A pesar de que se conocen pocos datos de la lid, se sabe que concluyó con una clara derrota de los atenienses, pese a que estos parece que no sufrieron grandes pérdidas. Se considera la batalla naval decisiva de la guerra que marcó el fin de talasocracia ateniense y de su independencia política.

## Antecedentes
La guerra lamiaca o guerra helénica fue una gran rebelión de las ciudades-Estado griegas de la Liga de Corinto contra la autoridad macedonia que estalló a la muerte de Alejandro Magno en el 323 a. C. Las ciudades griegas meridionales nunca habían aceptado plenamente la hegemonía macedonia, impuesta por las armas, pero había sido uno de los últimos actos de Alejandro, la promulgación del Decreto de los Exiliados del 324 a. C., lo que suscitó un grave resentimiento, especialmente en Atenas, donde los preparativos del alzamiento empezaron incluso antes del fallecimiento del monarca macedonio. El Decreto de los Exiliados, que ordenaba el regreso de todos los exiliados a sus territorios y la recuperación de su ciudadanía y propiedades, se entendió como una vulneración directa de la autonomía de las ciudades-Estado por parte de Alejandro. El decreto disgustó especialmente a los atenienses, puesto que significaba que la isla de Samos, posesión ateniense desde el 366 a. C. y poblada con clerucos de la ciudad, tendría que ser devuelta a los samios exiliados. En vez de aceptarlo, los atenienses detuvieron a los oligarcas samios y los enviaron a Atenas.
A pesar de que haber decaído respecto de la época dorada de Pericles en el siglo V, Atenas todavía contaba con grandes recursos financieros y una flota de guerra de entre doscientas cuarenta y cuatrocientas naves. Al llegarles la noticia del fallecimiento de Alejandro, los atenienses se enfrascaron en crear un liga para combatir por la recuperación de la autonomía de las ciudades-Estado. Los miembros de esta alianza vencieron primero a los beocios, partidarios de los macedonios, y seguidamente —ayudados por la deserción de la caballería tesalia— al virrey macedonio de Grecia, Antípatro, que hubo de refugiarse en la ciudad forteficada de Lamía, donde lo cercaron. Antípatro solicitó refuerzos terrestres y navales al resto del imperio macedonio. Como resultado, mientras Antípatro seguía asediado en Lamía, se disputó una campaña naval en el mar Egeo entre los macedonios de Clito el Blanco y los atenienses de Euetion, que intentaron en un principio impedir que los refuerzos macedonios pasasen a Europa desde Asia Menor atravesando el Helesponto.